# خانه رجالی
خانه رجالی مربوط به دوره قاجار است و در اصفهان، خیابان چهارباغ پائین، کوی حاج رسولی‌ها واقع شده و این اثر در تاریخ ۱۸ آذر ۱۳۵۴ با شمارهٔ ثبت ۱۱۴۲ به‌عنوان یکی از آثار ملی ایران به ثبت رسیده‌است.